# Distretto di Zambrów
Il distretto di Zambrów (in polacco powiat zambrowski) è un distretto polacco appartenente al voivodato della Podlachia.

## Geografia antropica

### Suddivisioni amministrative
Il distretto comprende 5 comuni.
- Comuni urbani: Zambrów
- Comuni rurali: Kołaki Kościelne, Rutki, Szumowo, Zambrów